# Бард, Мария
Мари́я Бард (нем. Maria Bard; 7 июля 1900, Шверин — 8 апреля 1944, Потсдам) — немецкая актриса немого кино.

## Биография
Мария Бард родилась 7 июля 1900 года в Шверине.
В 1920—1930 годах она была замужем за бизнесменом Вильгельмом Грааффом, в 1931—1940 годах — за актёром Вернером Краусом, в 1940—1944 годах (до своей смерти) — за актёром Ханнсом Штельцером. Детей у неё не было.
За свою 18-летнюю кинокарьеру, длившуюся с 1924 по 1942 год, Мария сыграла в 10 немых фильмах.

## Гибель
43-летняя Мария покончила жизнь самоубийством по политическим причинам 8 апреля 1944 года в Потсдаме (Германия).